# Willington, Derbyshire
Willington är en ort och civil parish i Storbritannien.   Den ligger i distriktet South Derbyshire i grevskapet Derbyshire i England, i den södra delen av landet, 180 km nordväst om huvudstaden London. Willington ligger 45 meter över havet och antalet invånare är 2 604.
Terrängen runt Willington är huvudsakligen platt. Willington ligger nere i en dal. Runt Willington är det tätbefolkat, med 257 invånare per kvadratkilometer. Närmaste större samhälle är Derby, 9,8 km nordost om Willington. Trakten runt Willington består till största delen av jordbruksmark.